# Лејкмур (Илиноис)
Лејкмур (енгл. Lakemoor) град је у америчкој савезној држави Илиноис.

## Демографија
По попису из 2010. године број становника је 6.017, што је 3.229 (115,8%) становника више него 2000. године.
| Група             | 2000.         | 2010.         |
| Белци             | 2.479 (88,9%) | 4.832 (80,3%) |
| Афроамериканци    | 18 (0,6%)     | 119 (2,0%)    |
| Азијати           | 51 (1,8%)     | 199 (3,3%)    |
| Хиспаноамериканци | 196 (7,0%)    | 790 (13,1%)   |
| Укупно            | 2.788         | 6.017         |